# Кингстон-апон-Темс
Ки́нгстон-апо́н-Темс (англ. Kingston upon Thames, буквально Ки́нгстон-на-Те́мзе, среди местных жителей известен как просто Ки́нгстон) — город в Великобритании, ранее в графстве Суррей, в настоящее время входящий в Большой Лондон и являющийся крупнейшим населённым пунктом одноимённого боро и его административным центром. Расположен на Темзе в 16 км на юго-запад от Чаринг-Кросса, географического центра Лондона. Исторически известен как средневековый торговый город, в котором короновались саксонские короли.
По данным переписи населения 2011 года состоял из 4 районов: Кенбери (англ. Canbury), Гроув (англ. Grove), Норбитон (англ. Norbiton) и Тюдор (англ. Tudor), в которых проживало 43 013 человек. Современный Кингстон является крупным центром розничной торговли (входит в 50 крупнейших в Великобритании), обслуживающим 18 млн покупателей ежегодно. Также в городе расположен Кингстонский университет.